# كريستي معلوف
كريستي توني معلوف ( 20 ديسمبر 2005) هي لاعبة كرة قدم لبنانية تلعب كلاعبة خط وسط مهاجم أو جناح لنادي أيليفين فوتبول برو والمنتخب اللبناني، تعد من أفضل هدافي منتخب بلادها برصيد ثمانية أهداف دولية.

## مهنة النادي
بدأت مسيرتها في نادي جعيتا الريفي، قبل أن تنتقل إلى ذوق مصبح. ثم انضمت إلى نادي أيليفين فوتبول برو.

## مهنة دولية

### شباب
لعبت مع منتخب لبنان تحت 15 سنة في بطولة اتحاد غرب آسيا لكرة القدم تحت 15 سنة 2019، وفازت بالبطولة كأفضل هداف برصيد تسعة أهداف في مباراتين. كما فازت ببطولة اتحاد غرب آسيا لكرة القدم للفتيات تحت 18 سنة 2022 مع منتخب لبنان تحت 18 سنة كأفضل لاعبة في البطولة.

### المنتخب
في 24 أغسطس 2021، شاركت لأول مرة على المستوى الدولي مع منتخب لبنان في 24 أغسطس 2021، حيث شاركت أساسيًا في التعادل 0-0 أمام تونس في كأس العرب للسيدات 2021. سجلت هدفها الأول في 30 أغسطس، في مباراة الفوز 5-1 على السودان. وسجلت ثلاثة أهداف في مباراتين وديتين أمام سوريا، يومي 12 و14 أغسطس 2022، منها ثنائية في المباراة الثانية. وشاركت في بطولة اتحاد غرب آسيا لكرة القدم للسيدات 2022؛ وساعدت فريقها على احتلال المركز الثاني، وسجلت هدفين في مرمى فلسطين وسوريا.
بهدفها في مرمى إندونيسيا في الفوز 5-0 في تصفيات آسيا الأولمبية للسيدات 2024، في 8 أبريل 2023، وصلت إلى الرقم القياسي المسجل باسم سارة بكري للمنتخب الوطني بسبعة أهداف للبنان. وتجاوزت الرقم القياسي في 18 يوليو 2023 – بعمر 17 سنوات و210 أيام عامًا - حيث سجلت هدفاً في الفوز 5-0 على فلسطين.

## الإحصائيات

### الأهداف الدولية
| #. | التاريخ        | المكان                                                          | الخصم     | الهدف | النتيجة | المسابقة                               | المصدر |
| -- | -------------- | --------------------------------------------------------------- | --------- | ----- | ------- | -------------------------------------- | ------ |
| 1  | 30 أغسطس 2021  | ستاد الشرطة، القاهرة, Egypt                                     | السودان   | 2–0   | 5–1     | 2021 Arab Cup                          | [ 12 ] |
| 2  | 12 أغسطس 2022  | ملعب أمين عبد النور، بحمدون, Lebanon                            | سوريا     | 1–0   | 1–1     | Friendly                               | [ 13 ] |
| 3  | 14 أغسطس 2022  | Amin AbdelNour Stadium, Bhamdoun, Lebanon                       | سوريا     | 1–0   | 2–1     | Friendly                               | [ 14 ] |
| 4  | 14 أغسطس 2022  | Amin AbdelNour Stadium, Bhamdoun, Lebanon                       | سوريا     | 2–0   | 2–1     | Friendly                               | [ 14 ] |
| 5  | 29 أغسطس 2022  | ستاد البتراء، عمان (مدينة), Jordan                              | فلسطين    | 2–0   | 3–0     | 2022 WAFF Championship                 | [ 15 ] |
| 6  | 4 سبتمبر 2022  | Petra Stadium, Amman, Jordan                                    | سوريا     | 3–0   | 5–2     | 2022 WAFF Championship                 | [ 16 ] |
| 7  | 8 أبريل 2023   | ملعب فؤاد شهاب، جونيه, Lebanon                                  | إندونيسيا | 4–0   | 5–0     | 2024 AFC Olympic Qualifying Tournament | [ 17 ] |
| 8  | 18 يوليو 2023  | Ansar Stadium، Ansar, Lebanon                                   | فلسطين    | 5–0   | 5–0     | Friendly                               | [ 18 ] |
| 9  | 19 فبراير 2024 | King Abdullah Sports City Reserve Stadium، جدة, Saudi Arabia    | غوام      | 2–2   | 4–3     | 2024 WAFF Championship                 | [ 19 ] |
| 10 | 21 فبراير 2024 | King Abdullah Sports City Reserve Stadium, Jeddah, Saudi Arabia | السعودية  | 1–0   | 3–2     | 2024 WAFF Championship                 | [ 20 ] |

## الإنجازات
أيليفين فوتبول برو
- كأس لبنان للسيدات: 2020–21
- وصيفة كأس السوبر اللبناني للسيدات: 2021–22

لبنان تحت 15 سنة
- بطولة غرب آسيا تحت 15 سنة للفتيات: 2019 ؛ المركز الثاني: 2018

لبنان تحت 18 سنة
- بطولة غرب آسيا تحت 18 سنة للفتيات: 2022

لبنان
- وصيف بطولة اتحاد غرب آسيا لكرة القدم للسيدات: 2022

فردي
- أفضل هدافي لبنان: 8 أهداف ( اعتبارًا من 21 يوليو 2023 ).[21]
- أفضل هدافي بطولة اتحاد غرب آسيا تحت 15 سنة للفتيات: 2019

## روابط خارجية
- كريستي معلوف على موقع أف آي لبنان (FA Lebanon)